# 楠こもれびの郷
楠こもれびの郷（くすのきこもれびのさと）は、山口県宇部市にある地域交流のための施設である。
2009年4月11日オープン。指定管理者制度に基づき、楠むらづくり株式会社が管理・運営している。

## 施設
- 源泉かけ流し温泉　くすくすの湯
- 農家レストラン つつじ
- 農産物直売所　楠四季菜市
- 農業研修交流施設　万農塾
- cafe　古民家倉
- 田舎のパン屋さん couleu（クルール)

## 歴史
宇部市の楠地域における地域の活性化や農家の生産意欲の向上を図る場として「楠こもれびの郷」の整備が2003年（平成15年）に目指される。2007年（平成19年）に地域住民有志により楠むらづくり株式会社が設立。2009年（平成21年）に楠むらづくり株式会社を指定管理者として楠こもれびの郷がオープンした。

## アクセス
- 山陽自動車道小野田ICから車で15分
- JR宇部駅から車で15分
- JR宇部駅から船鉄バス「船木」行き終点下車 、終点からくすのき号（こもれびの郷経由）へ乗換え、「楠こもれびの郷」バス停下車
- JR厚東駅から車で15分